# جوني خميس
جوني خميس هو سياسي أمريكي من أصول فلسطينية، ولد ونشأ في مدينة سان خوسيه، بولاية كاليفورنيا، وشغل منصب عضو في مجلس مدينة سان خوسيه، ممثلًا للمنطقة العاشرة.

## نشأته وتعليمه
ينحدر خميس من عائلة مسيحية من أصل فلسطيني. نشأ في سان خوسيه وتلقى تعليمه في المدارس العامة، وتخرج من مدرسة أوك جروف الثانوية. حصل على درجة البكالوريوس في إدارة الأعمال والاتصالات من جامعة ولاية سان خوسيه.

## حياته المهنية والسياسية
أسس خميس شركة Western Benefit Solutions، ومقرها في سان خوسيه، والتي تعمل في مجال استشارات خطط استحقاقات التأمين.
كان يشغل منصب في الحزب الجمهوري، لكنه قام بتغيير تسجيله إلى " لا انتماء حزبي" على سياسة فصل العائلات التي تنتهجها إدارة ترامب. تعتبر مناصب مجلس المدينة رسميًا غير حزبية وفقًا لقانون ولاية كاليفورنيا. في 31 ديسمبر 2012، أدى خميس اليمين الدستورية كعضو في مجلس مدينة سان خوسيه، ليصبح أول عربي أمريكي يتولى منصبًا في مدينة سان خوسيه. هو المدير الإقليمي السابق لمؤتمر كاليفورنيا الجمهوري، والرئيس السابق للجنة العلاقات الإنسانية في مقاطعة سانتا كلارا، والرئيس السابق للجنة تنمية الأعمال الصغيرة في سان خوسيه أثناء فترة عمله كعضو في المجلس.

## الانتخابات
في انتخابات مجلس مدينة سان خوسيه عام 2012، حصل خميس على أعلى إجمالي أصوات بين المرشحين الستة في الانتخابات التمهيدية،  وفاز في الانتخابات العامة بنسبة 52.6% مقابل 47.4%.
في عام 2016، أعيد انتخابه لولاية ثانية بعد فوزه بنسبة 76% من الأصوات في الانتخابات التمهيدية، ما أهّله للفوز دون الحاجة إلى خوض الانتخابات العامة.
في 3 مارس 2020، في الانتخابات التمهيدية، خسر خميس عندما احتل المركز الخامس في سباقه للمنطقة الخامسة عشرة بمجلس شيوخ ولاية كاليفورنيا خلف الجمهوري روبرت هاويل، والديمقراطية نورا كامبوس ، وأعلى اثنين من الحاصلين على الأصوات الذين انتقلوا إلى الانتخابات العامة في نوفمبر، آن رافيل التي احتلت المركز الثاني وديف كورتيز الذي احتل المركز الأول. وتمكن كورتيزي من الفوز في الانتخابات العامة.
عام 2022، ترشح خميس لمقعد المنطقة الأولى في مجلس مشرفي مقاطعة سانتا كلارا. جاء في المركز الثاني في الانتخابات التمهيدية وخسر في الانتخابات العامة أمام سيلفيا أريناس.